# مانويل مارتين مدريد
مانويل مارتين مدريد (بالإسبانية: Manuel Martín Madrid)‏ هو مهندس معماري إسباني، ولد في 1938.